# Archetti del vino

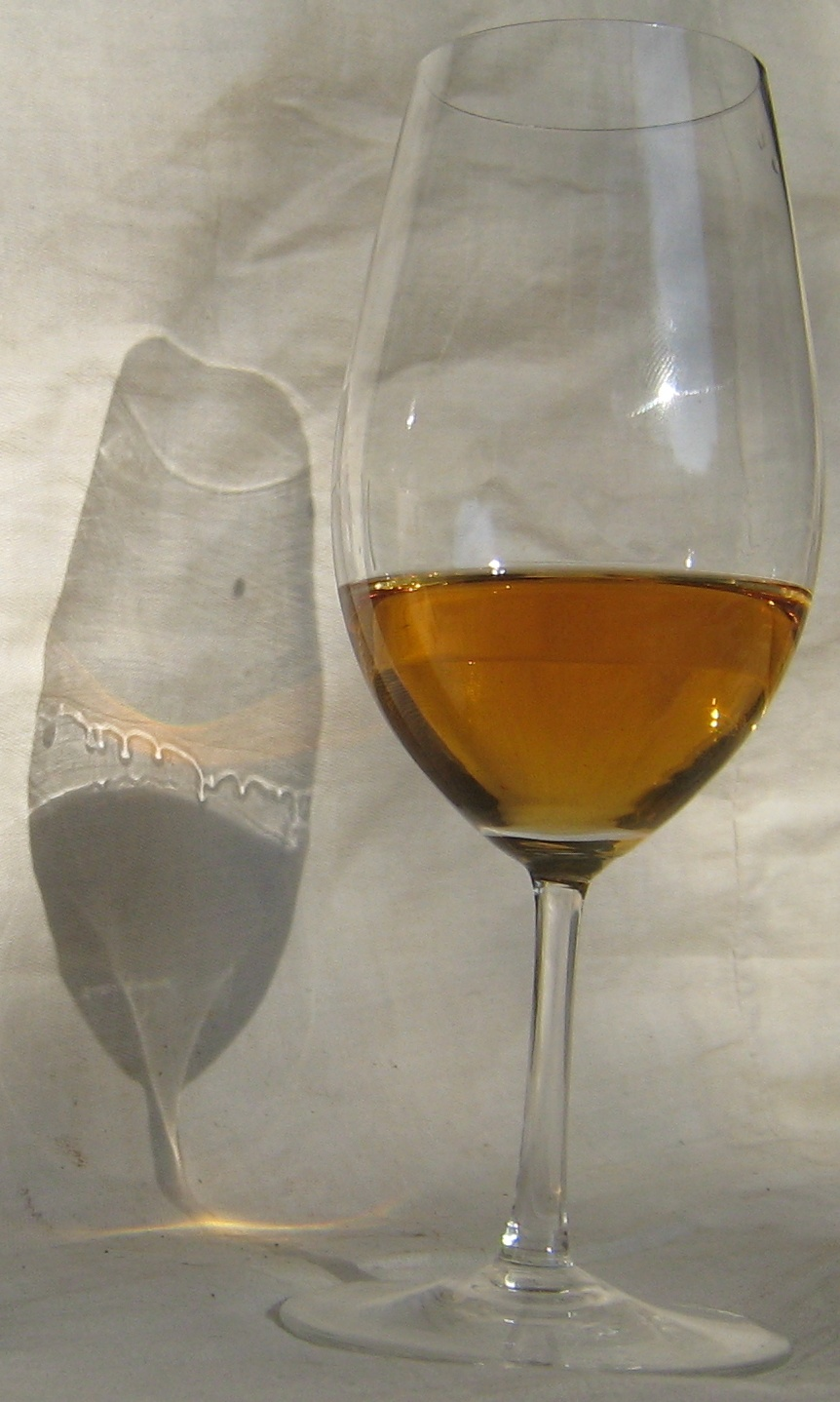
Un bicchiere di caluso passito: nell'ombra si notano distintamente gli archetti

Gli archetti del vino (o lacrime) sono un fenomeno che si osserva facendo roteare il vino dentro ad un bicchiere ben pulito: si forma un anello di liquido dal quale discendono delle gocce che scorrono lungo il vetro tornando nel vino. Questo fenomeno è una delle manifestazioni dell'effetto Marangoni.

## Causa
L'effetto è dovuto al fatto che l'alcool ha una tensione superficiale minore dell'acqua. Se l'alcool fosse mischiato in modo non omogeneo con acqua, una regione con una minore concentrazione d'alcool farebbe pressione sul liquido circostante in modo più forte che una regione con una concentrazione alcolica più alta. Il risultato è che il liquido tende a fluire via dalle regioni con concentrazioni d'alcool maggiori. Questo può essere facilmente dimostrato stendendo un sottile strato d'acqua su una superficie liscia: facendovi cadere al centro una goccia d'alcool, il liquido si allontanerà dal punto in cui è caduta la goccia.
Il vino è una miscela di alcool (da 10% al 15% in volume) e acqua (le altre sostanze sono presenti in quantità trascurabili). Facendo roteare il bicchiere il vino incontra la superficie interna del bicchiere, e per capillarità la risale; sia l'acqua che l'alcool evaporeranno quindi dalla superficie, ma l'alcool evaporerà più in fretta a causa della più alta pressione di vapore e del più basso punto di ebollizione. Questo cambiamento nella composizione del vino (minor concentrazione alcolica) provoca un aumento della tensione superficiale, facendo risalire ancora di più il liquido nella superficie interna del bicchiere.
Le gocce di vino, infine, tenderanno a ricadere per effetto del loro stesso peso, formando gli archetti. 
L'effetto è più evidente nei vini molto alcolici a causa della maggior differenza di tensione superficiale tra il vino allo stato "iniziale" e quello che è già andato incontro al processo di evaporazione.